# Sacrario partigiano della Ghirlandina

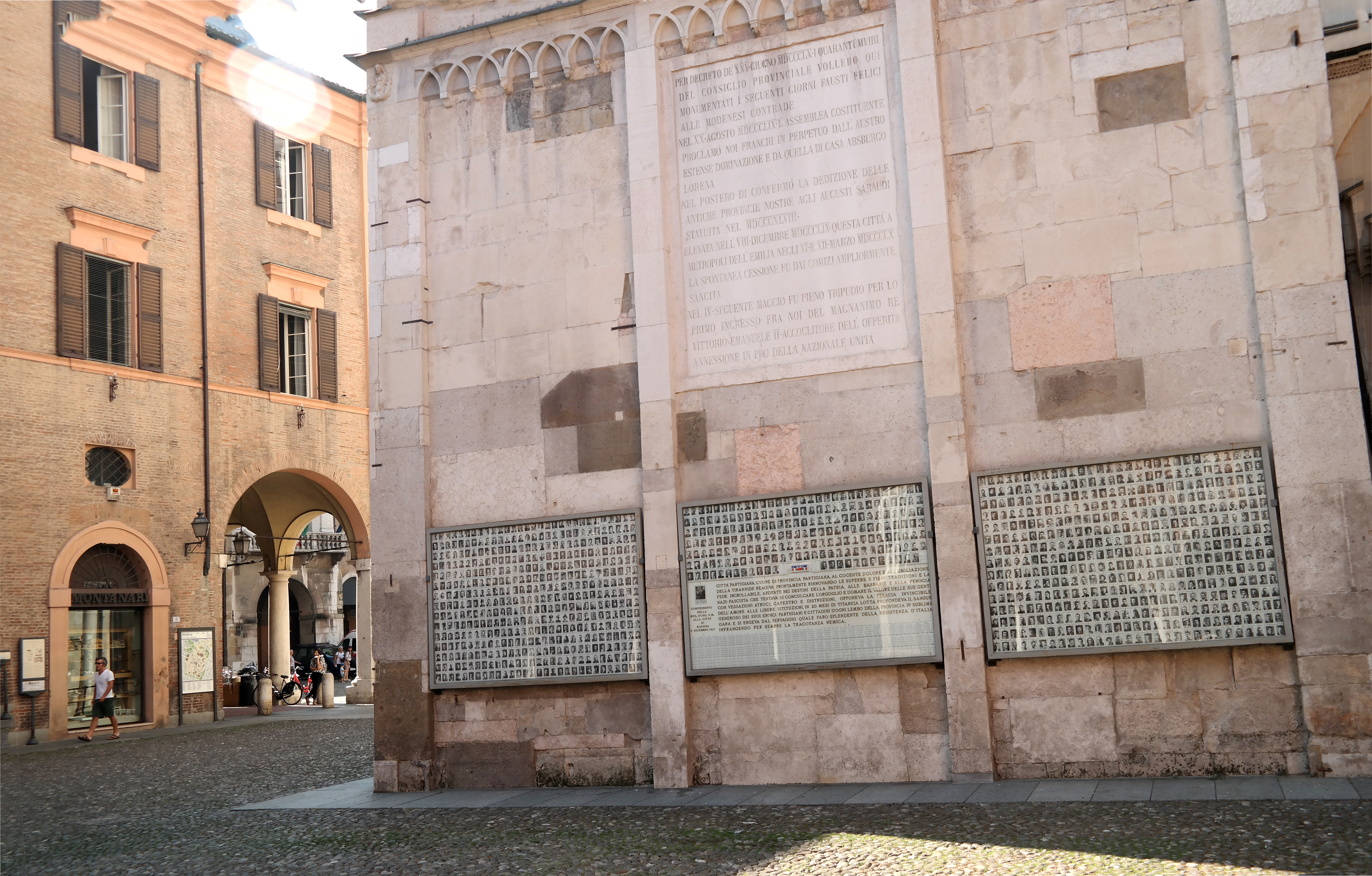
Sacrario della Ghirlandina, dedicato ai partigiani modenesi caduti nella seconda guerra mondiale

Il sacrario partigiano della Ghirlandina è un memoriale dedicato ai caduti della Resistenza italiana, situato a Modena sulla facciata settentrionale della torre campanaria della Ghirlandina in piazza della Torre, alle spalle del monumento dedicato ad Alessandro Tassoni.
Creato spontaneamente subito dopo la fine della seconda guerra mondiale, costituisce un luogo-simbolo della Resistenza della provincia di Modena, dove furono uccise circa 2.000 persone, di cui 882 per rappresaglia.

## Storia

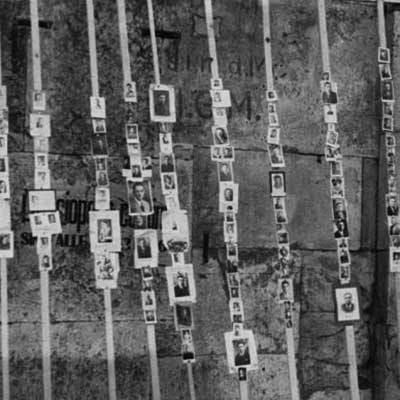
Le prime fotografie attaccate su strisce di garza nel 1945

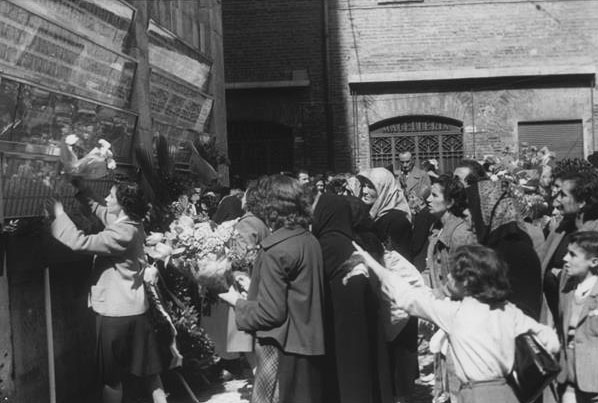
Sacrario negli anni 1970

Il giorno seguente alla Liberazione di Modena (avvenuta il 22 aprile 1945) venne abbandonato a piedi della Ghirlandina il cadavere di un uomo sconosciuto, denutrito e senza documenti; in una tasca era presente una fotografia, che venne attaccata al muro del campanile nella speranza che potesse essere identificato da qualcuno. Nei giorni seguenti, le famiglie modenesesi iniziarono ad appiccicare nello stesso luogo, dapprima su strisce di garza e poi su listelli di legno, anche i ritratti dei familiari dispersi o uccisi dai fascisti durante la Seconda guerra mondiale. Con il passare del tempo, vennero così raccolte ed esposte tutte le 1.370 immagini dei partigiani caduti nel modenese durante la lotta al nazifascismo.
Dopo il 1946 le foto furono rimosse e, durante le elezioni politiche del 1948, ai muri della Ghirlandina furono affissi i manifesti di propaganda elettorale. 
Il 9 gennaio 1949, esattamente un anno prima dell'eccidio delle Fonderie Riunite di Modena, si svolse a Modena una manifestazione sindacale in piazza Roma, durante la quale il segretario generale della Cgil Fernando Santi condannò la condotta antisindacale della fonderia Vandevit e della carrozzeria Padana, che avevano portato a licenziamenti e serrate. Concluso il comizio, iniziò un inesplicabile e violentissimo scontro con la Polizia di Stato. Nei giorni successivi L'Associazione Nazionale Partigiani d'Italia riallestì il sacrario sotto la Ghirlandina.

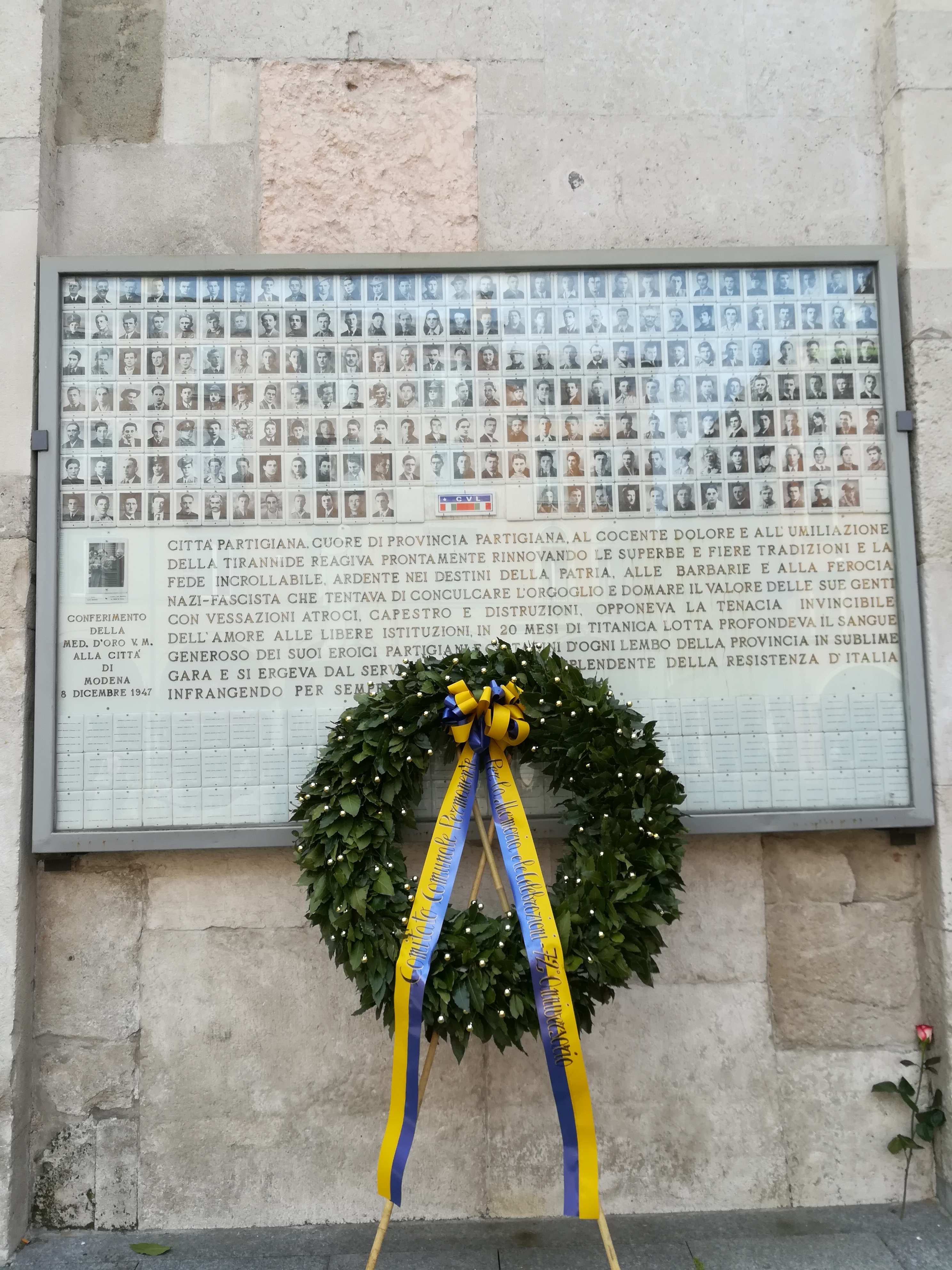
Particolare della bacheca centrale, con la motivazione della Medaglia d'oro al valor militare conferita alla città di Modena

Nel 1951 vi furono polemiche sul fatto che la bacheca di legno con le immagini dei partigiani deturpasse la Ghirlandina, considerato uno dei più famosi monumenti di Modena modenese, cosicché la Soprintendenza ai Monumenti dell'Emilia ne decretò la rimozione dal momento che quel luogo non era mai stato teatro di particolari avvenimenti legati alla Resistenza, anche se è ricordato il suicidio dell'editore modenese Angelo Fortunato Formiggini, gettatosi dalla torre il 29 novembre 1938 come segno di protesta contro l'emanazione delle leggi razziali. L'ingiunzione di rimozione tuttavia venne sospesa qualche anno dopo, a seguito di proroghe ed insistenti richieste dei familiari dei partigiani di mantenere i tabelloni (divenuti tre), poiché "Se il Duomo, la Ghirlandina e la città esistono tuttora, questo è dovuto al supremo sacrificio dei loro cari".  Da allora, la collocazione del sacrario è stata mantenuta fino ad oggi, diventando un'icona della memoria della Resistenza della provincia di Modena.
Nel 1972 quando le tre bacheche vengono riammodernate, con le fotografie sostituite da piastrelle in ceramica. In quella centrale è riportata la motivazione del conferimento della medaglia d'oro al valor militare alla città di Modena:

## Elenco dei caduti
1. Abbati Callisto fu Battista 1889
2. Abbati Cristofaro fu Battista 1878
3. Abbati Raffaele fu Tommaso 1877
4. Abbati Remo di Raffaele 1906
5. Abbati Tommaso fFu Vitale 1910
6. Adani Sante di Francesco 1923
7. Aguzzoli Arturo fu Ivano 1914
8. Aguzzoli Ivaldo di Narciso 1924 M.A.
9. Albicini Ermenegildo fu Pasquino 1903
10. Alboni Aldo fu Primo 1899
11. Alboni Augusto fu Primo 1911
12. Alcorini Matteo di Alfredo 1925
13. Aldrovandi Luciano di Otello 1920
14. Allegretti Mario di Antonio 1919 M.O.
15. Andreotti Giulio fu Dante 1922
16. Andreotti Iolanda di Ildebrando 1928
17. Andreotti Renato di Dorino 1922
18. Aravecchia Aurelio di Emilio 1924
19. Arbizzi Ernestina fu Domenico 1884
20. Arletti Curzio di Arturo 1919 M.A.
21. Arletti Nellusco di Goliardo 1926
22. Artioli Antonio di Otello 1924
23. Artioli Augusto fu Pietro 1883
24. Artioli Ermes di Luigi 1926
25. Artioli Giuseppe di Luigi 1928
26. Artioli Mario di Celso 1922
27. Artioli Odino di Attilio 1920
28. Artioli Quirino fu Virginio 1886
29. Ascari Reclus di Oreste 1919
30. Asservati Werter di Annibale 1922
31. Azzani Aldo fu Adelmo 1924
32. Badiali Bruno di Ettore 1924
33. Baldazzi Antenore di Socrate 1922
34. Baldini Dario di Giovanni 1926
35. Baldini Caldino fu Gaetano 1923
36. Baldini Romolo di Vincenzo 1925
37. Ballanti Oliviero di Alfonso 1922
38. Ballestri Giorgio di Franco 1920
39. Balestri Silvio fu Leopoldo 1922
40. Ballerini Zelio di Delvino 1913
41. Balocchi Giuseppe di Massimo 1910
42. Balugani Giuseppe di Battista 1904
43. Balugani Pietro fu Battista 1922
44. Balugani Raffaele di Battista 1910
45. Banzi Edoardo di Giuseppe 1927
46. Baraldi Armando di Dante 1914
47. Baraldi Duilio di Nicandro …
48. Baraldi Enea fu Augusto 1926
49. Baraldi Franco di Adolfo 1925
50. Baraldi Guido di Alberto 1920
51. Baraldi Lino fu Marco 1916
52. Baraldi Sigisfredo di Giuseppe 1901
53. Barbati Ersidio di Giuseppe 1898
54. Barbati Luigi fu Pietro 1882
55. Barbati Pacifico fu Cirillo 1871
56. Barbi Lino di Attilio 1912
57. Barbieri Achille di Archimede 1912
58. Barbieri Adriano di Alfredo …
59. Barbieri Ernani di Giovanni 1912
60. Barbieri Filiberto di Alfredo 1924
61. Barbieri Guerrino di Clodoveo 1918
62. Barbieri Nives di Ercole 1926
63. Barbieri Rino di Alfredo 1925
64. Barbieri Trento di Giacomo 1915
65. Barbini Menotti di Ricciotti 1909
66. Barca Danilo di Augusto 1923
67. Barbolini Gustavo di Evaristo 1925
68. Bartolomasi Sergio di Mario 1927 M.A.
69. Barontini Ilio di Turrido 1890
70. Baruffi Adelmo fu Enrico 1896
71. Baschieri Fernando di Gemello 1926
72. Baschieri Mario fu Sante 1907
73. Bassi Giovanni fu Federico 1916
74. Bassi Rino di Elia 1926
75. Bassini Felice di Antonio 1922
76. Bassoli Amadio fu Giuseppe 1906
77. Bassoli Aronne di Giuseppe 1923
78. Bassoli Lino di Giacomo 1902
79. Bassoli Marino di Egisto 1918
80. Bastia Enrico fu Enrico 1922
81. Battani Aleardo di Biagio 1905
82. Battani Allemanno di Marco 1926
83. Bavieri Caterina fu Carlo 1885
84. Becchi Arcadio di Artemio 1922
85. Bedini Filippo di Leone 1919
86. Bedonni Vittorina di Lodovico 1925
87. Bedostri Giuseppe di Fermo 1904
88. Bedostri Luigi di Pietro 1905
89. Bellei Athos di Dante 1917
90. Bellelli Giuseppe di Fermo 1918
91. Bellelli Romolo di Fermo 1921
92. Belli Aldo di Ulberico 1925
93. Belli Giuseppe di Domenico 1922
94. Belloi Bruno di Giuseppe 1924
95. Bellotti Mileno di Paolo 1921
96. Benassi Angelo di Pietro 1917
97. Benassi Antonio di Pietro 1921
98. Benatti Bruno di Armando 1920
99. Benatti Enzo di Francesco 1925
100. Benatti Ermete di Francesco 1923
101. Benatti Giovanni fu Pietro 1920 M.B.
102. Benassi Pietro di Disoteo 1925
103. Beneventi Domenico fu Michele 1905
104. Beneventi Giuseppe fu Pellegrino 1910
105. Beneventi Renato di Alfredo …
106. Benedetti Guerrino di Giuseppe 1924
107. Benetti Enea di Lazzaro 1921 M.A.
108. Benedetti Renato di Alfonso 1923
109. Benincasa Guido di Luigi 1925
110. Benvenuti Ferdinando di Vittorio 1914
111. Bergamini Ferdinando di Antonio 1904
112. Bergamini Edoardo fu Luigi 1918
113. Bergonzini Sergio di Bruno 1925
114. Bergonzioni Otello di Isaia 1921
115. Bergonzini Vittorio di Giovanni 1926
116. Bernabei Vittorio di Mario 1923
117. Bernardi Giacomo di Giovanni 1914
118. Bernardi Giuseppe di Ettore 1923
119. Bernini Gino di Francesco 1908
120. Bersani Bruno di Gaetano 1927
121. Bertani Gino fu Pietro 1920
122. Bertarini Lino di Alfredo 1920
123. Bertelli Lauro di Denivar 1925
124. Bartolani Giorno di Gogliardo 1931
125. Bertoni Antonio di Francesco 1925
126. Bertoni Tullio fu Francesco 1925 M.A.
127. Besutti Enea di Giuseppe 1921
128. Bettelli Danilo di Pietro 1924
129. Bettuzzi Bartolomeo di Attilio 1916
130. Bettuzzi Pietro fu Giuseppe 1919
131. Biagini Nereo di Augusto 1918
132. Bianchini Romano di Ariodante 1906
133. Biasotto Viscardo fu Girolamo 1904
134. Bigarelli Gianfranco di Roberto 1920
135. Bigi Emilio di Fermo 1907
136. Bigi Primo fu Augusto 1915
137. Bigi Veles di Celso 1914
138. Bimbi Marco di Lodovico 1922
139. Bisi Galliano di Umberto 1923
140. Bisi Geminiano di Giulio 1921 M.A.
141. Bisi Giulio fu Geminiano 1895
142. Bizzardi Sergio di Primo 1925
143. Boccaletti Ernesto di Fernando 1922
144. Boccafoli Angiolino di Annibale 1914
145. Bocchi Idromoro di Azelio 1922
146. Bolelli Franco di Aurelio 1927 M.A.
147. Bolognese Armando di Aldo 1922 M.A.
148. Bompani Mario di Domenico 1917
149. Bompani Renato di Cesare …
150. Bonacini Vittorio di Terisio 1911
151. Bonfatti Dante di Beniamino 1915
152. Bonnetti Alberto di Onorato 1910
153. Bonetti Bruno di Primo 1922
154. Boni Enrico di Domenico 1918
155. Boni Gino di Baldo 1921
156. Boni Pierino di Dionigio 1925
157. Boni Renzo di Arnaldo 1923
158. Bononcini Lino di Vittorio 1920
159. Bonucchi Bruno di Agostino 1926
160. Bordini Giuseppe di Domenico 1918
161. Borelli Gino fu Ippolito 1910
162. Borellini Ferdinando di Domenico 1925
163. Borghi Gino di Fortunato 1920
164. Borghi Mario di Aldo 1923
165. Borghi Guglielmo di Edmondo 1914
166. Borgognoni Enrico di Giovanni 1909
167. Borri Alberto di Erminio 1920
168. Borsari Alcide di Attilio 1925
169. Borsari Guido fu Giulio …
170. Borsari Sesto di Virginio 1925
171. Bortolomasi Giorgio di Armando 1924 M.O.
172. Bottazzi Ernesto di Raffaele 1919
173. Bozzali Quinto di Demetrio 1909
174. Brancalion Sergio di Ferruccio …
175. Branchini Argeo fu Umberto 1906
176. Branchini Umberto fu Gaetano 1881
177. Brandoli Enrico di Paolo 1923
178. Brangioli Giorgio di Mario 1925
179. Brandoli Giuseppe di Dino 1922
180. Breviglieri Dimes di Libero 1926
181. Brunatti Remo di Giovanni 1908
182. Bruni Alfonso di Cesare 1925
183. Bruni Alfredo di Giovanni 1912
184. Bruni Dino di Elvino 1924
185. Bruni Ruggero di Luigi 1926
186. Bruschi Ermanno di Evenzio 1924 M.A.
187. Bulgarelli Bruno di Umberto 1925
188. Bulgarelli Enzo di Giuseppe 1916
189. Bulgarelli Galliano di Arsilio 1921
190. Bulgarelli Quirino di Archinto 1919
191. Bulgarelli Venizelos di Giuseppe 1915
192. Burani Franco di Bruno 1924
193. Bursi Ugo di Giuseppe 1925
194. Busani Gianfranco di Adolfo 1920 M.A.
195. Caiumi Alberto di Demo 1917
196. Caiumi Lauro di Gemello 1920 M.B.
197. Calanca Cesarino di Ivo 1921
198. Calanca Giuseppe di Ermelindo 1922
199. Callegari Irene di Cesare 1915
200. Calore Sergio di Gianbattista 1926
201. Calzolari Angiolino di Ernesto …
202. Camatti Ivo di Angelo 1927
203. Camatti Renato di Andrea 1925
204. Camellini Armando di Alfeo 1925
205. Camellini Aronne di Gustavo 1927
206. Camminati Adelmo di Giuseppe 1904
207. Camminati Giovanni di Giuseppe 1902
208. Camminati Giovanni fu Giuseppe 1881
209. Campagna Giorgio di Mario 1926 M.A.
210. Campagnoli Gaetano di Giovanni 1923
211. Campana Giuseppe di Elinio 1928 M.A.
212. Campedelli Contardo di Mario 1920
213. Campeggi Emilio fu Enrico 1910
214. Campioli Giancarlo di Camillo 1925
215. Campioli Guido fu Bruno 1928
216. Campioli Mario di Umberto 1923
217. Canelli Romeo di Giacomo 1914
218. Capitani Attilio di Pietro 1927 M.E.
219. Capitani Teresa di Cornelio 1910
220. Cappi Umberto di Paolo 1927
221. Capelli Soave di Gaetano 1919
222. Carini Angelo di Giuseppe 1921
223. Carretti Ivo di Gentile 1921
224. Carrara Del Viso di Alderigo 1925
225. Carreri Credo di Arturo 1924
226. Casali Alcide di Carlo 1922
227. Casali Rolando di Rodolfo 1924
228. Caselgrandi Aldo di Emilio 1921
229. Caselli Alberto di Giuseppe 1897
230. Caselli Riccardo di Giovanni 1919
231. Casini Battista di Amilcare 1902
232. Casini Ezio di Celso 1925
233. Casinieri Luigi di Silvio 1927
234. Casolari Floriso fu Eugenio 1905
235. Casolari Italo di Carlo 1926
236. Cassanelli Alderico di Enrico 1920
237. Cassani Oliviero di Angelo 1911
238. Cassiani Chiaffredo di Marcello 1916 M.O.
239. Cassinardi Amilcare di Giovanni 1926
240. Castellari Alessandro di Guido 1922
241. Castelli Franco di Luigi 1919
242. Cattaneo Luigi di Angelo 1925
243. Catti Arnaldo di Adelmo 1907
244. Cavallini Edmondo di Ulderico 1925
245. Cavallotti Giuseppe di Teodoro 1907
246. Cavalcanti Pierino di Celso 1922
247. Cavalletti Angelo di Mansueto 1918 M.A.
248. Cavani Gino di Lodovico 1925
249. Cavazza Amedeo di Giulio 1921
250. Cavazza Reis di Vittorio 1922
251. Cavazza Rene’ di Vittorio 1920
252. Cavazza Orfeo di Giulio 1926
253. Cavazzoli Vittoria di Marina 1927
254. Cavazzuti Franco di Romeo 1915
255. Cavedoni Augusto fu Virginio 1898
256. Cavedoni Guido di Ferdinando 1905
257. Cecchinelli Gaetano di Alessandro 1923
258. Cerchiari Senesio di Giovanni 1921
259. Ceresoli Giovanni di Sebastiano 1912
260. Cervelli Vittorio fu G. Battista 1915
261. Cervi Luigi di Casimiro 1926
262. Cervi Ugo di Adelmo 1919
263. Cesana Franco fu Felice 1931
264. Cheli Uggero di Luigi 1924 M.B.
265. Chiarotti Donato fu Begnamino
266. Chiesi Corinno di Pietro 1924
267. Chiletti Ones fu Silvio 1921 M.A.
268. Chiletti Ottavio di Odilio …
269. Cocchi Arrigo di Rinaldo 1922
270. Collina Walter di Florino 1926
271. Colombini Beniamino di Leonildo 1924
272. Colombini Ermanno di Dino 1924
273. Colombini Gino di Diego 1917
274. Colzi Ferriero di Angelo 1914
275. Compagni Francesco di Clemente 1917
276. Compagni Ernesto fu Giulio 1899
277. Compagnoni Cesare di Guido 1924
278. Consolini Ezio di Primo 1919
279. Contri Settimo di Illario 1916
280. Corazzari Alberto di Geremia 1904
281. Corghi Ugo di Eugenio 1920
282. Corona Sergio di Giuseppe 1924
283. Corsini Adelchi di Domenico 1920 M.A.
284. Corradini Edgardo di Giuseppe 1920
285. Corradini Giuseppe di Alberto 1929
286. Corradi Virgilio di Aristide 1919
287. Corradi Dino di Umberto 1915
288. Cornacchi Ildebrando di Umberto 1903
289. Corsinotti Rodolfo fu Giovanni 1887
290. Cortelloni Eleonora di Aurelio 1910
291. Costi Renzo di Alfonso 1918
292. Cottafavi Renzo….1915
293. Cremaschi Pietro di Luigi 1900
294. Cremonini Enzo di Gastone 1926
295. Cucconi Gianpaolo di Luigi 1925
296. Cuoghi Adelmo di Giovanni 1923
297. Cuoghi Ennio di Benvenuto 1923
298. Daccomi Mario di Umberto 1924
299. Dallai Darfo fu Silverio 1923
300. Dallari Carlo di Ferdinando 1923
301. Dallari Florino di Giuseppe 1901
302. Dallari Mario di Genesio 1925
303. Dalmari Adelmo fu Umberto 1905
304. Dardani Luciano di Francesco 1921
305. Debbi Bruno di Ranldo 1924
306. Debbia Franco di Nemesio 1925
307. Debbia Valerio di Nemesio 1921
308. Degani Cesare fu Pietro 1921
309. Degli Esposti Ernesto fu Flaminio 1905
310. Del Bue Raffaele di Adelmo 1920
311. Del Ferro Walter di Riccardo 1917
312. Dalla Costa Raimondo di Mario 1924
313. Della Pina Giulio di Giuseppe 1924 M.A.
314. De Pietri Umberto di Ferdinando 1918
315. Diacci Rino di Enrico 1910
316. Diazzi Ermete di Romeo 1922
317. Dieci Giancarlo di Giorgio 1912 M.A.
318. Dodi Luciano di Umberto 1925 M.A.
319. Dodi Ugo, di Virginio, 1910
320. Donadelli Armando, di Carlo, 1922
321. Dondi Aldo di Arrigo 1902
322. Dondi Gastone, di Nardo, 1925
323. Donini Italo, di Augusto, 1925
324. Dosi Antonio, di Luigi, 1923
325. Dotti Renzo, fu Emilio, 1923
326. Dugoni Romolo, fu Augusto, 1924
327. Erretti Umberto fu Luigi 1924
328. Evangelisti Sisto, di Giuseppe, 1918
329. Ezzelli Fernando di Alfredo 1924
330. Fabbri Benigno, di Bernardo, 1920
331. Facchini Weber, di Roberto, 1918
332. Faiani Giuseppe, di Giorgio, 1921
333. Fantini Sabatino, di Gaetano, 1921
334. Fantini Olinto, di Livio, 1914
335. Fantuzzi Adelmo, di Aniceto, 1918
336. Fantuzzi Nino, di Tommaso, 1924
337. Farina Alfonso, di Giuseppe, 1924
338. Fazzaro Antonio, fu Francesco, 1924
339. Federzoni Ermanno, di Oreste, 1921
340. Feliciani Enzo, di Nicola, 1914
341. Ferrari Carlo, di Luigi, 1922
342. Ferrari Emore, di Ciro, 1922
343. Ferrari Francesco, di Angelo, 1917, M.A.
344. Ferrari Franco, di Giuseppe, 1924
345. Ferrari Luigi, di Artemio, 1920
346. Ferrarini Gino, di Augusto, 1922
347. Ferrari Giuseppe, di Antonio, 1926
348. Ferrari Ildo, di Severino, 1920, M.A.
349. Ferrari Leandro, di Giuseppe, 1923
350. Ferrari Nino, fu Giuseppe, 1923
351. Ferrari Pellegrino, di Giuseppe, 1928
352. Ferrari Remo, di Giovanni, 1892
353. Ferrari Secondo, fu Alfonso, 1889
354. Ferrari Teobaldo, fu Emilio, 1920
355. Ferrari Zelindo, di Romualdo, 1917
356. Ferrarini Dante, di Primo, 1924
357. Ferrarini Loris, di Renato, 1926
358. Ferraro Ottavio, di Leonardo, 1924
359. Ferretti Primo, di Luigi, 1904
360. Ferretti Remo, fu Luigi, 1926
361. Ferretti Romolo di Giuseppe 1909
362. Ferretti Umberto di Luigi 1924
363. Ferriani Agostino, di Adolfo, 1921
364. Ferroni Armando, di Vittorio, 1925
365. Fiandri Carlo, di Sante, 1924
366. Fieni Erio, di Severino, 1906
367. Fiorentini Giuseppe, fu Clemente, 1905
368. Fiorenzi Adelmo, N.N., 1918
369. Folloni Giorgio, di Arturo, 1924
370. Folloni Selvino, di Ruggero, 1923, M.O.
371. Fontana Geppo, di Gualtiero, 1924
372. Fontana Guido, di Pietro, 1924
373. Fontana Irmo, di Oreste, 1924
374. Fontanini Carlo, fu Battista, 1910
375. Fontanini Piero, fu Gaetano, 1915
376. Fontanini Teodoro, fu Bartolomeo, 1893
377. Forghieri Armando, di Giovanni, 1924
378. Fornasari Angelo, di Giovanni, 1924
379. Fornasari Ferdinando, di Giovanni, 1920
380. Fornetti Giovanni….1906
381. Forti Savino, di Faustino, 1925, M.B.
382. Fortuzzi Giuseppe, di Roberto, 1889
383. Franceschini Pietro, fu Cesare, 1915
384. Franchini Claudio, di Mario, 1921
385. Franchini Mario di Battista 1928
386. Franchini Riccardo di Battista 1917
387. Fracia Aniceto (Ivo) di Umberto 1920
388. Franciosi Triestino di Alfonso 1915
389. Frati Migliorino di Ernesto 1925
390. Fregni Maria di Alfonso 1926
391. Fregni Renzo di Duilio 1920
392. Frigeri Alfredo fu Nereo 1920
393. Fritelli Giancarlo di Flora 1926
394. Furia Sesto di Romano 1925
395. Gadda Saverio di Giuseppe 1920
396. Gaddi Anna di Luigi 1921
397. Galanti Filibero fu Attilio 1895
398. Galli Remo di Egidio 1919
399. Galli Clodoveo fu Battista 1901
400. Galliani Roberto fu Casimiro 1900
401. Gambarelli Enrico di Giuseppe 1920
402. Gamberini Giuseppe di Giuliano 1921
403. Gandini Walter di Mario 1924
404. Garagnani Alcide di Paolo 1924 M.O.
405. Garagnani Celestino di Vincenzo 1913
406. Garagnani Arturo di Vincenzo 1907
407. Garavini Franco di Augusto 1924
408. Garusi Aldo di Carlo 1906
409. Garuti Angelo fu Andrea 1900
410. Garuti Ivaldo di Battista 1890
411. Garzoni Giuseppe di Ludovico 1922
412. Gasparini Delia di Ruggero 1925
413. Gasparini Iro di Luigi 1913
414. Gasparini Leo di Riccardo 1923
415. Gasparini Pietro di Ginepro 1916
416. Gasparini Mario di Giustino 1922
417. Gasparini Renzo di Sante 1926
418. Gasparini Rino di Lino 1924 M.A.
419. Gasparino Sergio di Dante 1923
420. Gazzi Italo di Antonio 1918
421. Gelati Ascanio di Luigi 1888
422. Genasi Corrado di Umberto 1925
423. Generali Vincenzo di Alessio ….
424. Germiniasi Angiolina fu Giovanni 1916
425. Gheduzzi Dante di Luigi 1921
426. Gheduzzi Elena di Emilio 1902
427. Gheduzzi Fausto di Amedeo 1923
428. Gherardi Umberto di Emilio 1920
429. Gherardini Tauro di Evaristo 1921
430. Gherardini Ubaldo di Casimiro 1923
431. Gheraroli Umberto di Erminio 1920
432. Ghibellini Domenico di Sanzio 1924
433. Ghini Consalvo di Davide 1913
434. Ghiddi Lorenzo di Angelo 1909
435. Giacomini Marino di Antonio 1920
436. Gialdi Ruggero di Luigi 1916
437. Giannelli Augusto di Gaetano 1913
438. Gibellini Dante di Guerrino 1908
439. Gibellini Ezecchiello di Augusto 1894
440. Giberti Adeo di Adelmo 1920
441. Giberti Aldo di Dante 1918
442. Giberti Attilio di Gaetano 1911
443. Giberti Eleuterio di Gaetano 1904
444. Gibertini Romolo di Vasco 1924
445. Giliani Francesco di Gianbattista 1907
446. Giliberti Emore di Luigi 1930 M.B
447. Giliberti Severo di Irma 1923
448. Gilli Romolo fu Angelo 1914
449. Giglioli Edmondo di Roberto 1908
450. Gioga Sebastiano di Amatore 1926
451. Giolieri Giovanni… 1925
452. Giorgi Francesco fu Geremia 1895
453. Giovanardi Ettore di Amedeo 1925
454. Giovanelli Domenico fu Cesare 1921
455. Giovetti Gino di Virginio 1922
456. Girasoli Guido di Giuseppe 1920
457. Girotti Gaudenzio di Ernesto 1920
458. Giubbolini Angelo di Ottavio 1924
459. Giusti Giuseppe fu Alfredo 1907
460. Goldoni Giovanni fu Arturo 1920
461. Goldoni Remo di Giuseppe 1925

1. Golinelli Iones di Ercole 1900
2. Governatori Arrigo di Arturo 1922
3. Govoni Luigi di Geremia 1893
4. Gozzoli Giorgio di Federico 1925
5. Gozzi Guerrino fu Angelo 1916
6. Gozzi Nestore fu Amilcare 1918
7. Grana Danilo fu Pietro 1920
8. Grandi Dino fu Gioacchino 1920
9. Grandi Luigi di Giulio 1920
10. Grandi Osvaldo di Evaristo 1921
11. Granoli Gaetano fu Ernesto 1921
12. Greco Silvano fu Antonio 1925
13. Grenzi Renzo di Luigi 1921
14. Grillenzoni Gino fu Pietro 1907
15. Grillini Alfonso di Aristide 1924
16. Grossi Vittorio fu Luigi 1902
17. Grotti Renato di Giannetto 1924
18. Gruppioni Primo di Giuseppe 1900
19. Gualdi Alfredo di Celeste 1918
20. Gualdi Luigi di Nino 1926
21. Gualdi Selvino di Geremia 1904
22. Gualdi Walter di Riccardo 1923
23. Guaitoli Renzo di Gherardo …
24. Gualmini Aurelio fu Celso 1910
25. Guandalini Maria fu Bonfiglio 1890
26. Guandalini Riccardo di Vincenzo 1920
27. Guaitoli Arnoldo fu Attilio 1909
28. Guaitoli Zeno di Paolo 1921
29. Guerzoni Bruno di Lorenzo 1924
30. Guerzoni Dario di Giuseppe 1912 M.A.
31. Guglielmini Giuseppe fu Luigi 1914
32. Guglielmini Luigi fu Bartolomeo 1883
33. Guglielmini Renato di Artemio 1926
34. Guidetti Aldo fu Primo 1910 M.A.
35. Guitti Aldo fu Vittorio 1911
36. Guidetti Alcide di Terenzio 1914 M.A.
37. Guidetti Gino di Gaetano …
38. Guidetti Gino di Terenzio 1917
39. Guidoboni Celeste di Angelo 1919
40. Guizzardi Duilio fu Vincenzo 1905
41. Guizzardi Renato di Adelmo 1925
42. Guizzardi Mario fu Bruno 1925
43. Iacconi Renato di Marsilio 1914
44. Iemma Enzo fu Ildegardo 1913
45. Ierali Vincenzo di Alessio 1913
46. Incerti Ernesto di Fioravanti 1924
47. Iori Athos di Tommaso 1922
48. Lamberti Giuseppe di Marco …
49. Lami Ennio fu Silvio 1925
50. Lami Mario fu Silvio 1926
51. Lami Massimo fu Pietro 1925
52. Lami Silvio fu Natale 1890
53. Lancellotti Omero fu Lorenzo 1925 M.A.
54. Lanzotti Primo di Gioacchino 1924
55. Ldrovanti Luciano di Otello 1920
56. Lelli Enzo di Pietro 1913
57. Lenzi Teresina di Giuliano 1927
58. Lenzotti Pietro di Armando 1928
59. Leonardi Enzo di Antonio 1924
60. Libbra Cleto di Claudio 1906
61. Libra Lazzaro fu Carlo 1892
62. Litti Sergio di Liberato 1922
63. Lodi Adalgiso di Carmelina 1923
64. Lodi Walter di Giovanni 1923
65. Lodi William di Francesco 1926 M.A.
66. Lozi Ezio di Carlo …
67. Lolli Luigi di Federico 1921
68. Lombardo Domenico di Pietro 1922
69. Loncini Agostino di Alfonso 1922
70. Longhi Novello di Achille 1927
71. Loschi Dante di Paolo 1901
72. Loschi Fernando di Dante 1925
73. Loschi Renzo di Gino 1925
74. Losi Renato fu Arnaldo 1923
75. Lugari Ardillo fu Aldemiro 1928
76. Lucchesi Tacito di Adolfo 1917
77. Lugli Adolfo di Arnaldo 1915
78. Lugli Alfano di Domenico 1910
79. Luigi Bruno di Giuseppe 1918
80. Lugli Dino di Odardo 1922 M.A.
81. Lugli Euro di Serse 1925
82. Luppi Alcide di Armando 1927
83. Luppi Bernardo di Romolo …
84. Luppi Delfo di Guido 1926
85. Luppi Igino di Giuseppe 1921
86. Luppi Lelio di Silvio 1921
87. Luppi Mario di Aristodemo …
88. Lusetti Ivo di Adelmo 1923
89. Lusvardi Bruno di Medardo 1926 M.A.
90. Lusvaldi Walter di Primo 1914
91. Maccaferri Ivaldo di Olindo 1926
92. Maccaferri Antonio fu Giuseppe 1907
93. Maccaferri Guerrino di Gaetano 1915
94. Macchi Francesco di Angelo 1925
95. Macchioni Antonio di Divindo 1900
96. Magnani Amilcare fu Domenico 1906
97. Magni Avito fu Flamini 1890
98. Magni Ettore di Alfonso 1920
99. Madrigali Renato fu Geminiano 1924
100. Malagoli Corrado di Fernando 1926
101. Malagoli Renzo di Zeffirino 1916
102. Malaguti Giuseppe fu Raffaele 1902
103. Malaspina Rinaldo di Luigi 1924
104. Malavasi Demos di Dino 1926 M.O.
105. Malavasi Donato di Armando 1916
106. Malavasi Nibbio di Giacinto 1917
107. Maletti Luigi di Primo 1924
108. Maletti Pietro di Fulvio 1906
109. Malferrari Guido di Gaetano 1926
110. Mambrini Veleo di Giovanni 1927
111. Mammi Ennio di Gherardo 1922
112. Mammi Maria di Arturo 1920
113. Mandreoli Natale di Giuseppe 1915
114. Manfredini Floriano fu Evangelista 1908
115. Manfredini Teodorico fu Ernesto 1925
116. Manicardi Bruno di Giovanni 1913
117. Manicardi Sergio di Ernesto 1913
118. Manicardi Silvano N.N.  1929
119. Manni Francesco fu Fortunato 1926
120. Manni Licinio fu Augusto 1928
121. Manni Primo fu Eleonoro 1922
122. Manzini Renzo di Artemio 1918
123. Maramotti Aldo di Raimondo 1925
124. Marazzi Walter di Telesforo 1923
125. Marinelli Zosimo fu Francesco 1894
126. Marchi Baraldi Arciso…  1913
127. Marchi Ivo di Francesco 1917
128. Marchiani Irma fu Adalberto 1911 M.O.
129. Marelli Silvano di Celeste 1928 M.B.
130. Mari Aldo di Francesco 1924
131. Mariani Giovanni di Isabella 1924
132. Mariani Giuseppe di Diomiro 1898
133. Martelli Antonio fu Bartolomeo 1911
134. Martelli Ultimo fu Alfredo 1923
135. Martelli Walter di Gioacchino 1923
136. Martinelli Alcide di Giuseppe 1926
137. Martinelli Dario di Giuseppe 1917
138. Martinelli Giuseppe di Ezio 1925
139. Martinelli Ivano fu Aldo 1923 M.A.
140. Martinelli Ivo di Serafino 1925
141. Martini Alfeo fu Egidio 1907 M.A.
142. Martini Antichiano di Amadio 1911
143. Martini Bruno Romeo di Luigi 1926
144. Marzocchi Romolo di Augusta 1919
145. Masetti Oreste di Tito 1918
146. Masina Romeo fu Vittorio 1926
147. Masotti Achille di Guglielmo 1909
148. Massarini Nino di Ernandro 1926
149. Mazzi Emilio di Primo 1925
150. Mazzoni Enrico di Saturno 1924
151. Medici Celso di Camillo 1921
152. Medici Mirko di Domenico 1923
153. Medici Ricco di Rodolfo 1926
154. Melloni Renato di Antonio 1923
155. Merola Felice di Pietro 1924
156. Meoni Mario fu Arturo 1909
157. Meschiari Alfeo di Arturo 1923
158. Meschiari Imer di Primo 1925
159. Meschiari Onelio di Augusto 1922
160. Meschiari Sergio di Lorenzo 1925
161. Meschieri Ugo di Luciano 1892
162. Mesini Alessandro fu Angelo 1905
163. Messori Giovanni di Virginio 1908
164. Mezzaqui Oreste di Roberto 1922
165. Mezzadri Mario di Giovanni 1921
166. Mezzacani Geminiano fu Sante 1903
167. Micheli Vittorio di Otello 1916 M.B.
168. Migliori Giovanni fu Tito 1900
169. Miglioli Mauro di Irmo 1915
170. Miselli Abele di Enrico 1924
171. …  Fausto… 1925
172. Benedetti Ettore…  1900
173. Benedetti Virginio… 1923
174. Cabassi Alessandro di Emilio 1925 M.A.
175. Capitani Mauro di Dante 1925
176. Carreri Adelio di Ferruccio 1925
177. Costanzini Dante di Contardo 1906
178. Degli Esposti Gabriella fu Augusto 1912 M.O.
179. Ferrari Gino … 1917
180. Fornetti Giovanni … 1906
181. Testoni Oddone di Giuseppe 1912
182. Vaccari Sergio di Mauro …
183. Foto Senza Nome… …
184. Foto Senza Nome… …
185. Foto Senza Nome… …
186. Foto Senza Nome… …

1. Minelli Giacomo di Pietro 1916
2. Minelli Luciano di Emilio 1925 M.A.
3. Miselli Ugo di Tranquillo 1914
4. Molinari Erasmo di Dino 1920
5. Molinari Giovanni fu Vicenzo 1901 M.A.
6. Molinari William fu Giovanni 1927 M.A.
7. Monari Zoello di Ildegardo 1925 M.A.
8. Monari don Elio 1913 M.O.
9. Mondadori Oder di Pietro 1920
10. Modena Albano di Francesco 1918 M.A.
11. Morandi Umberto … …
12. Morelli Dario di Primo 1924 M.A.
13. Morelli Giuseppe di Francesco 1905
14. Moscardini Roberto di Francesco 1921
15. Montagnani Saturno fu Oreste 1906
16. Montaguti Francesco fu Paolo 1917
17. Montanari Augusto fu Augusto 1899
18. Montanari Cesare di Alfredo 1916
19. Montanari Giovanni di Giuseppe 1929
20. Montanari Guido … 1920
21. Montanari Mario fu Armando 1919
22. Montanari Renzo di Augusto 1924
23. Montanari Olindo di Patrizio 1913
24. Montecchi Egidio di Giovanni 1929
25. Montorri Nando fu Giuseppe 1914
26. Monteverdi Carlo di Giovanni 1916
27. Monti Livio di Riziero 1925
28. Montorsi Franco di Tonino 1926
29. Montorsi Tonino fu Narciso 1902
30. Morselli Aldino di Tonino 1911
31. Morselli Ermes di Barbato 1924
32. Morselli Ivo di Diomede 1924
33. Morselli Mario fu Guglielmo 1902
34. Morselli Osvaldo di Ettore 1923
35. Monzani Arturo di Sante 1890
36. Monzani Fernando di Lorenzo 1894
37. Moscardini Andrea di Francesco 1926
38. Moscardini Silvio di Francesco 1917
39. Muratori Franco di Torquato 1922
40. Musci Remo di Pietro 1926
41. Mussi Nando di Bonfiglio 1915
42. Muzzioli Ferdinando di Adelmo 1910
43. Muzzioli Lino di Cesare 1922
44. Muzzioli Nino di Francesco 1925
45. Nalon Achille di Arturo 1929
46. Nanni Luigi di Angelo 1922
47. Nanni Renato di Alberto 1921
48. Nardini Romeo fu Giovanni 1921
49. Nascimbene Adalgiso fu Augusto 1921
50. Nasi Franco di Ildebrando 1925 M.A.
51. Nasi Remo di Mario 1924
52. Negrini Guido di Raffaele 1918
53. Neri Enzo di Francesco 1925
54. Neri Nansen di Luca 1922
55. Nervuti Nicola di Gino 1892
56. Nini Aristide di Ugo 1923
57. Nizzi Pietro di Domenico 1920
58. Nobili Massimo fu Flamigno 1900
59. Nocetti Alfonso di Amilcare 1920
60. Odorici Remo di Erminio 1925
61. Ognibene Fermo di Bonfiglio 1918 M.O.
62. Olivari Dante di Evaristo 1918
63. Olivieri Gino di Narciso 1923
64. Olivieri Rubino G. di Amilcare 1926
65. Olivi Otello di Prospero 1922
66. Orlandi Ernidio di Alberto 1920
67. Orlandi Ersilio di Ezecchiello 1915
68. Orlandi Livio di Amedeo 1928
69. Orlandi Luciano fu Guglielmo 1923
70. Orlandi Onorio fu Raimondo 1925 M.A.
71. Orlandini Attilio di Evangelista 1916
72. Orlandini Attilio di Giulio 1916
73. Ori Attilio fu Giuseppe 1927
74. Ori Erminio fu Giuseppe 1922
75. Ori Mario di Rizziero 1927
76. Orsi Ernesto di Alfonso 1923
77. Orsi Giovanni di Giacomo 1926
78. Orsini Marcello di Alberto 1914
79. Orsini Vittorio di Giuseppe 1925
80. Ottombrini Paolino di Umberto 1926
81. Pagani Carlo di Renato 1916
82. Paglia Antonio fu Domenico 1927
83. Pagliani Alete di Mario 1922
84. Pagliani Romano di Primo 1920
85. Paganelli Guido fu Arturo 1927
86. Palladini Dante fu Sante 1903
87. Palladini Giulio fu Sante 1901
88. Palladini Mario fu Sante 1905
89. Palazzi Armando di Giuseppe 1926
90. Palmieri Sisinio di Illuminato 1926
91. Palmini Cesare fu Teodoro 1906
92. Paltrinieri Guglielmo di Ettore 1920
93. Paltrinieri Silvano … 1926
94. Pancani Claudio di Fioravante 1885
95. Pancani Ernesto di Claudio 1927
96. Pancani Marco fu Fiore 1887
97. Panini Rosa … 1914
98. Panza Uber di Niccodemo 1921
99. Paoluzzi Guido di Liderico 1923
100. Papazzoni Eolo di Gino 1923
101. Parini Rinaldo fu Luigi 1904
102. Parini Saturno di Luciano
103. Parmeggiani Bruno di Vittorio 1925
104. Parmeggiani Ennio fu Egidio……………
105. Pascale Vito fu Nicola 1906
106. Pasini Noris di Oreste 1920
107. Passini Gabriele di Silvestro 1922
108. Pasquesi Francesco di Sante 1925
109. Pattarozzi Massimo di Remigio 1925
110. Pattini Paolo di Luigi 1926
111. Pavan Ezio di Giuseppe 1928
112. Pavesi Ottavio di Benvenuto 1925
113. Pecorari Oles di Atilde 1921
114. Pederzoli Lino di Augusto 1923 M.A.
115. Pederzoli Ornello di Giuseppe 1925 M.O.
116. Pedretti Camillo fu Mario 1925
117. Pedretti Roberto fu Ferdinando 1907
118. Pedrini Adelmo G. di Lodovico 1914
119. Peli Andrea fu Giuseppe 1912
120. Peli Giuseppe fu Federico 1872
121. Pellacani Fabio di Desiderio 1927
122. Pellacani Sergio di Paolo 1925
123. Pellati Carlo di Zenone 1924
124. Pelloni Nino di Vincenzo 1923
125. Pelloni Renzo fu Vittorio 1926
126. Piana Luigi F. di Giuseppe 1921
127. Piani Giovanni fu Deodato 1913
128. Piazza Alfonso fu Calogero 1919
129. Piccinini Stefano fu Francesco 1925
130. Piccioli Dario di Gaetano 1915
131. Piccioli Renzo di Antonio 1927
132. Piccioli Osvaldo fu Ezio 1927
133. Pigoni Domenico fu Mario 1911
134. Pigoni Lino fu Luigi 1907
135. Pigoni Giuseppe fu Domenico 1903
136. Pigoni Luigi fu Giuseppe 1879
137. Pigoni Cesare fu Marco 1908
138. Pini Faustino di Cesare 1908
139. Pini Giuseppe fu Ermenegildo 1914
140. Pini Giuseppe di Remo 1925
141. Pini Luigi di Sergio 1916
142. Pini Onelio di Remo 1921
143. Pioppi Ettore fu Quirino 1900
144. Pioppi Francesco fu Giuseppe 1905
145. Pioppi Quirino di Severino 1926
146. Pisanelli Alberto fu Francesco 1924
147. Pistoni Gino fu Michele 1929
148. Pistoni Leonildo fu Sante 1877
149. Pistoni Michele di Giuseppe 1903
150. Pivetti Enzo di Paride 1925
151. Pivetti Umberto di Giuseppe 1921
152. Po Emilio di Giuseppe … M.O.
153. Poggi Ginetto… 1914
154. Poggi Pierluigi di Tullio 1923
155. Poggi Silvio di Tullio 1921
156. Polacchini Rino di Adalberto … M.B.
157. Popoli Egidio fu Francesco 1904
158. Porta Vittorio di Francesco 1920
159. Pradelli Telemaco fu Ortenzio 1901
160. Prandini Bruno di Giuseppe 1925
161. Prati Renato fu Ferruccio 1899 M.A.
162. Predieri Fernando fu Mario 1921
163. Primaveri Walter di Gustavo 1921
164. Punaghi Guerrino fu Domenico 1921
165. Pulga Riccardo fu Carlo 1912
166. Quadrelli Riccardo di Ercole 1921
167. Rabacchi Guido di Berto 1928
168. Rabitti Mario di Giovanni 1925 M.A.
169. Ragazzi Mario di Alfonso 1915
170. Raimondi Dino di Cleto 1920
171. Raimondi Felicino fu Emilio 1924
172. Ramazzini Adele di Luigi 1929
173. Rapini Agostino fu Giovanni 1905
174. Ravaldi Rolando di Bortolomeo 1918
175. Ravaldi Romano di Arturo 1928
176. Razzini Bruno di Pietro 1909
177. Reami Umberto fu Giuseppe 1921
178. Rebecchi Livio di Ildebrando 1926
179. Rebottini Giuseppe di Augusto 1915
180. Reggiani Renzo fu Giovanni 1911 M.A.
181. Retelli Arnaldo fu Remigio 1904
182. Ricci Aristide fu Alfonso 1923
183. Ricci Ilario di Geremia 1926
184. Ricci Remo di Alfonso 1920
185. Ricciarelli Alceste di Umberto 1908
186. Ricchi Viterbo di Giovanni 1925
187. Riccó Rubens di Aldo 1925
188. Righi Armando di Domenico 1919
189. Righi Emidio di Secondo
190. Righi Geneo di Umberto 1921
191. Righi Olivio di Angelo 1923 M.A.
192. Righi Riccardo di Silvio 1928
193. Righi Sarno di Umberto 1925
194. Rigon Bruno di Antonio 1926 M.A.
195. Rinaldi Giuseppe di Alberto 1923
196. Rinaldi Vincenzo di Battista 1926 M.B.
197. Rinfranti Azelio di Antonio 1915
198. Rioli Emidio fu Giovanni 1893
199. Rioli Mauro di Francesco 1925
200. Rioli Pellegrino fu Angelo 1871
201. Rivi Lello di Francesco 1924
202. Rivieri Pierino di Secondo 1926
203. Rocchi Duilio di Francesco 1925
204. Rodo Vito di Salvatore 1918
205. Rolli Gino di Emilio 1913
206. Romagnoli Renzo di Augusto 1922
207. Romagnoli Vittorio di Angelo 1910
208. Roncaglia Amadeo fu Angelo 1916
209. Roncaglia Erio di Roberto 1913
210. Roncaglia Renzo di Giuseppe 1927
211. Roncaglia Sergio di Artemio 1923 M.B.
212. Ronchetti Carlo A. fu Giuseppe 1917
213. Ronchetti Alfio di Celso 1924
214. Ronchetti Angelo di Gaetano 1908
215. Ronzoni Enea di Giuseppe 1924
216. Rosi Dante di Angelo 1912
217. Rosi Giuseppe di Evaristo 1925
218. Rosini Enrico di Antonio 1904
219. Rossi Adorno di Domenico 1908
220. Rossi Arturo di Luigi 1900
221. Rossi Augusto fu Aurelio 1916
222. Rossi Silvio di Roberto 1924
223. Rovatti Evangelista… 1925
224. Rovatti Uber di Alfeo 1925
225. Roveri Annibale di Pietro 1927
226. Roversi Andrea fu Remo 1924
227. Roversi Isolino di Giuseppe 1920 M.A.
228. Riversi Maurilio di Claudio 1915
229. Roversi Ursus di Augusto 1912
230. Roversi Vittorio fu Carlo 1925
231. Rubbiano Mario di Romalda 1920
232. Ruggeri Carlo fu Ettore 1917
233. Ruggeri Gaetano di Alfredo 1925
234. Ruggeri Giorgio di Giuseppe 1921
235. Ruggeri Giuseppe di Giulio 1896
236. Russo Giuseppe di Giovanni 1919
237. Rusticelli Giorgio di Emanuele 1929
238. Rustichelli Vittorio fu Gaetano 1907
239. Rutali Guerrino di Giacomo 1924 M.B.
240. Sabadini Sovente di Alfeo 1914
241. Sacchetti Edmondo fu Alfredo 1926
242. Saguatti Adolfo di Evaristo 1920
243. Saetti Oreste di Rinaldo 1925
244. Saguatti Giuseppe di Evaristo 1925
245. Saielli Pia fu Cristoforo 1899
246. Sala Angelo di Bonfiglio 1922
247. Sala Taddeo di Lazzaro 1924
248. Saltini Alfeo di Domenico 1923
249. Saltini Ermes di Guglielmo 1922
250. Saltini Lucio di Lodovico 1918 M.A.
251. Salvatori Secondo di Ruffino 1926
252. Salvaterra Aldo di Efrem 1911
253. Sangiorgio Paolo di Antonio 1926 M.B.
254. Santachiara Primo di Onesto 1873
255. Santandrea Nello … 1882
256. Santi Rinaldo di Giovanni 1923
257. Sassatelli Lodivico di Augusto 1927
258. Sassi Ivo fu Andrea 1918
259. Sassi Renzo di Acide 1924 M.A.
260. Scurani Lina di Alfredo 1916
261. Scmmacal Elio di Ermenegildo 1928 M.A.
262. Scandellari Luciano di Luigi 1924
263. Scannavini Nevio (Mario)… Giacomo 1917 M.B.
264. Scarabelli Carlo di Gaetano 1925 M.A.
265. Scarabelli Telesforo fu Gaetano 1930
266. Scardovi Guido di Rodolfo 1925
267. Schiavone Dante di Cresenzio 1924
268. Secchi Walter di Achille 1923
269. Seeten Michel di Henry 1920
270. Seidenari Aldino di Ezio 1926
271. Seidenari Gianbattista di Cesare 1926
272. Seidenari Waldis di Cesare 1919
273. Selmi Mario di Agostino 1908
274. Selmi Mario fu Aristide 1902
275. Sentieri Domenico … 1923
276. Serafini Zeffirino di Natale 1915
277. Serracchioli Roberto di Giuseppe 1920
278. Serri Franco di Evaristo 1926
279. Servadei Irmo di Renato 1921
280. Setti Amato di Umberto 1923
281. Setti Anarsok fu Gaetano 1912 M.A.
282. Siena Antonio fu Luigi 1923
283. Siena Silvio di Quinto 1926
284. Silvestri Agostino fu Carlo 1885
285. Silvestri Ines fu Agostino 1913
286. Silvestri Realino di Italo 1925
287. Silvestrini Natalino di Giuseppe 1922
288. Simonello Antonio di Vincenzo 1923
289. Simonini Aronne … 1920 M.A.
290. Simonini Zoello di Irmo 1926
291. Simonini Antonio di Domenico 1914
292. Smerieri Giuseppe di Giovanni 1896
293. Smerieri Umbertina di Ernesto 1920
294. Soffritti Gino di Federico 1920
295. Sogari Remo fu Claudio 1926
296. Sola Giovanni fu Arturo 1925 M.O.
297. Soli Renzo di Achille 1898
298. Spadaro Giovanni di Giuseppe 1922
299. Spaggiani Francesco di Oreste 1925
300. Spaggiari Rodolfo di Angelo 1901
301. Spagnoli Bruno di Arturo 1924
302. Spezzani Franco di Raffaele 1926
303. Spinelli Vittorio di Fausto 1923
304. Stancari Renzo di Primo 1925
305. Stanzione Ugo fu Domenico 1921
306. Stefani Giuseppe di Eugenio 1895
307. Stefani Mario di Angelo 1914
308. Stefani Terzo di Luigi 1913
309. Stefani Alvaro di Benito 1920
310. Storari Amerigo fu Luigi 1914 M.A.
311. Storchi Lino di Italo 1923
312. Storchi Sergio fu Armando 1912
313. Strologo Pietro di Giovanni 1923
314. Tabacchi Walter di Alcide 1917 M.O.
315. Tabellini Mario fu Ferdinando 1896
316. Tacchini Gaetano di Luigi 1926
317. Tacconi Adolfo di Enrico 1897
318. Tacconi Giliberto di Alfredo 1922
319. Tagliavini Corrado di Giuseppe 1923
320. Tanelli Pellegrino di Carlo 1920
321. Tassoni Amelio di Ruffino 1914 M.O.
322. Tavernelli Emma di Tiberio 1925
323. Tavoni Eugenio di Arturo 1926
324. Teggi Giuseppe di Modesto 1892
325. Telleri Giuseppe di Domenico 1894
326. Ternefli Enea di Nicola 1912
327. Terzi Primo di Desiderio 1917
328. Testi Dott. Carlo di Luigi …
329. Tincani Ennio fu Ignazio 1908
330. Tincani Enrico fu Battista 1918
331. Tincani Geminiano di Petrantonio 1885
332. Tincani Giancarlo di Leonildo 1924
333. Tincani Guido di Giuseppe 1926
334. Tirelli Alvio di Armando 1915
335. Tommasi Giorgio di Aldo 1924
336. Tonelli Orlando di Sisto 1915
337. Toni Attilio di Massimo 1917
338. Tononi Bruno di Demetrio 1922
339. Tononi Timoleone di Stefano 1890
340. Torelli Bruno di Giglio 1920
341. Torri Domenico di Sisto 1921
342. Toschi Amos fu Francesco 1919
343. Tosi Luigi fu Giovanni 1898
344. Tosi Lucio Pietro fu Fermo 1876
345. Tosi Mario di Lucio P. 1908
346. Tremosini Ennio di Alfredo 1921
347. Trenti Giorgio di Bruno 1925
348. Tripodi Tullio fu Gaetano 1920
349. Turchi Domenico di Giovanni 1898
350. Turchi Elio fu Giuseppe 1921
351. Turchi Fernando fu Giuseppe 1918 M.A.
352. Turchi Livio fu Giuseppe 1925
353. Turchi Ovilio di Vincenzo 1919
354. Turci Gaetano di Augusto 1928
355. Turchi Lino fu Gaetano …
356. Turrini Ennio di Adoldo 1923
357. Turrini Giovanni di Emesto 1926
358. Turrini Mario di Pellegrino 1927
359. Tusberti Ferruccio di Ausonio 1927
360. Uccellari Artemisio di Giuseppe 1905
361. Uccellari Elio di Giuseppe 1900
362. Uccellari Raimondo di Giuseppe 1885
363. Uccelli Silvio di Carlo 1923
364. Ugolini Ennio di Alfonso 1924
365. Ugolini Giuseppe di Vincenzo 1920
366. Ulvini Giacomo di Giulio 1925 M.A.
367. Vaccari Ivaldo fu Angelo 1920 M.B.
368. Valla Vincenzo fu Enrico 1910
369. Vandelli Duilio di Luigi 1920
370. Vandelli Mario di Enrico 1919
371. Vandelli Romano di Fedele 1924
372. Vandelli Sergio di Ettore 1918
373. Vandini Amerigo di Zelindo 1925
374. Valenti Angelo di Angelo 1917
375. Valentini Bruno di Vittorio 1913
376. Varagnoli Livio fu Deomiro 1913
377. Varani Giordano di Giuseppe 1924
378. Vecchi Galileo di Pietro 1920
379. Vecchi Ivo di Enrico 1920
380. Vecchi Ivo di Archimede 1925
381. Vecchi Mario fu Armando 1913
382. Vecchi Walter di Maurizio 1924
383. Vellani Leonello di Paride 1908 M.A.
384. Vellani Sindo di Francesco 1925
385. Vellani William di Ivo 1922
386. Venturi Francesco di Filippo 1910
387. Venturi Elio di Alessandro 1924
388. Venturelli Albano di Albano 1925
389. Venturelli Dante di Eugenio 1912
390. Venturelli Giuseppe fu Angelo 1921
391. Venturelli Giuseppe fu Domenico 1920
392. Venturelli Gioacchino fu Pietro 1888
393. Venturelli Renzo di Alfonso 1923
394. Venturelli Vasco di Paolo 1912
395. Venturelli Walter di Dario 1922
396. Veronesi Aimone fu Augusto 1911
397. Veronesi Eros di Emilio 1925
398. Veronesi Giulio di Corrado 1911
399. Veronesi Giustino fu Tancredi 1921
400. Veronesi Renato fu Augusto 1914
401. Veronesi Rino di Giuseppe 1923
402. Veroni Mario di Angelo 1921
403. Verzoni Aldo di Emilio 1924
404. Vezzali Elvira fu Felice 1901
405. Vezzali Ilde fu Luigi 1913
406. Vezzani Evaristo fu Domenico 1918 M.A.
407. Vezzelli Fernando fu Alfredo 1924
408. Vezzelli Mario di Primo 1922
409. Vezzelli Roberto di Arcangelo 1913
410. Viani Enea di Bonfiglio 1912
411. Vicentini Nadalini Bruno di Nino 1914 M.B.
412. Vientardi Alcide di Carlo 1916
413. Villa Renzo di Alfonso 1924
414. Vincenzi Adelmo di Gino 1919
415. Vincenzi Ivanoe fu Geminiano 1897
416. Vincenzi Martino di Cesare 1920
417. Vinciguerra Giovanni di Biagio 1924
418. Violano Leonardo di Francesco 1912
419. Violi Giorgio di Lelio 1923
420. Virgili Erasmo di Arturo 1919
421. Visciano Enrico fu Amedeo 1920
422. Volpi Carlo di Giovanni 1920
423. Volpi Renzo di Gino 1927
424. Zagni Ezio fu Riccardo 1920
425. Zagni Luigi di Eufemio 1919
426. Zagni Ovilio di Giacinto 1923
427. Zagni Riccardo fu Ermenegildo 1889
428. Zambelli Angelo fu Mauro 1882
429. Zambelli Floriano di Angelo 1907
430. Zambelli Giuseppe di Valentino 1924
431. Zambelli Iride fu Angelo 1910
432. Zambelli Renato fu Angelo 1912 M.A.
433. Zanardi Admeto di Pasquale 1915
434. Zanarini Mauro fu Giuseppe 1927
435. Zanasi Dino di Augusto 1912
436. Zanasi Giuseppe fu Riccardo 1926 M.A.
437. Zanasi Valentina di Augusto 1915
438. Zanetti Pietro fu Giacinto 1870
439. Zanni Stefano fu Celeste 1923 M.A.
440. Zanoli Enea Spartaco (Ermes) di Ettore 1919 M.A.
441. Zanoli Olmes (Ermes) di Giovanni 1923 M.A.
442. Zannoni Prof. Barbato di Ezio 1896
443. Zanotti Augusto di Gaetano 1922
444. Zanotti Giuseppe fu Claudio 1924
445. Zanti Ennio di Benevento 1924
446. Zanti Dante fu Niccodemo 1916
447. Zetti Walter di Aurelio 1926 M.A.
448. Zini Francesco fu Luigi 1921
449. Zironi Walter fu Renato …
450. Zoboli Albino di Massimiliano 1922
451. Zoboli Gino di Lorenzo 1920
452. Zoboli Mario di Gustavo 1916 M.A.
453. Zoboli Rolando di Sante 1920
454. Zozimo Marinelli fu Francesco 1894
455. Zucchi Giancarlo di Benvenuto 1925
456. Zuffi Renzo di Massimiliano 1926
457. Zuffi Riniero di Massimiliano 1922